# Laurent Ribardière
Laurent Ribardière, né le 11 mars 1964, est un informaticien français et créateur du logiciel 4D.

## Biographie
Ribardière commence sa carrière en 1982 par la commercialisation d'un système de gestion de fichier.